# Tolumnia leiboldii
Tolumnia leiboldii är en orkidéart som först beskrevs av Heinrich Gustav Reichenbach, och fick sitt nu gällande namn av Guido Jozef Braem. Tolumnia leiboldii ingår i släktet Tolumnia och familjen orkidéer. Inga underarter finns listade i Catalogue of Life.